# Provola delle Madonie
La provola delle Madonie è un formaggio e prodotto tipico siciliano. Rientra nell'elenco dei prodotti agroalimentari tradizionali (PAT) stilato dal ministero delle politiche agricole e forestali (Mipaaf).

## Nome
La provola delle Madonie deve il suo nome alla zona in cui essa è prodotta, ovvero le Madonie, catena montuosa della Sicilia settentrionale che si estende nel territorio della città metropolitana di Palermo. Localmente la provola delle Madonie viene chiamata semplicemente caciocavallo.

## Caratteristiche

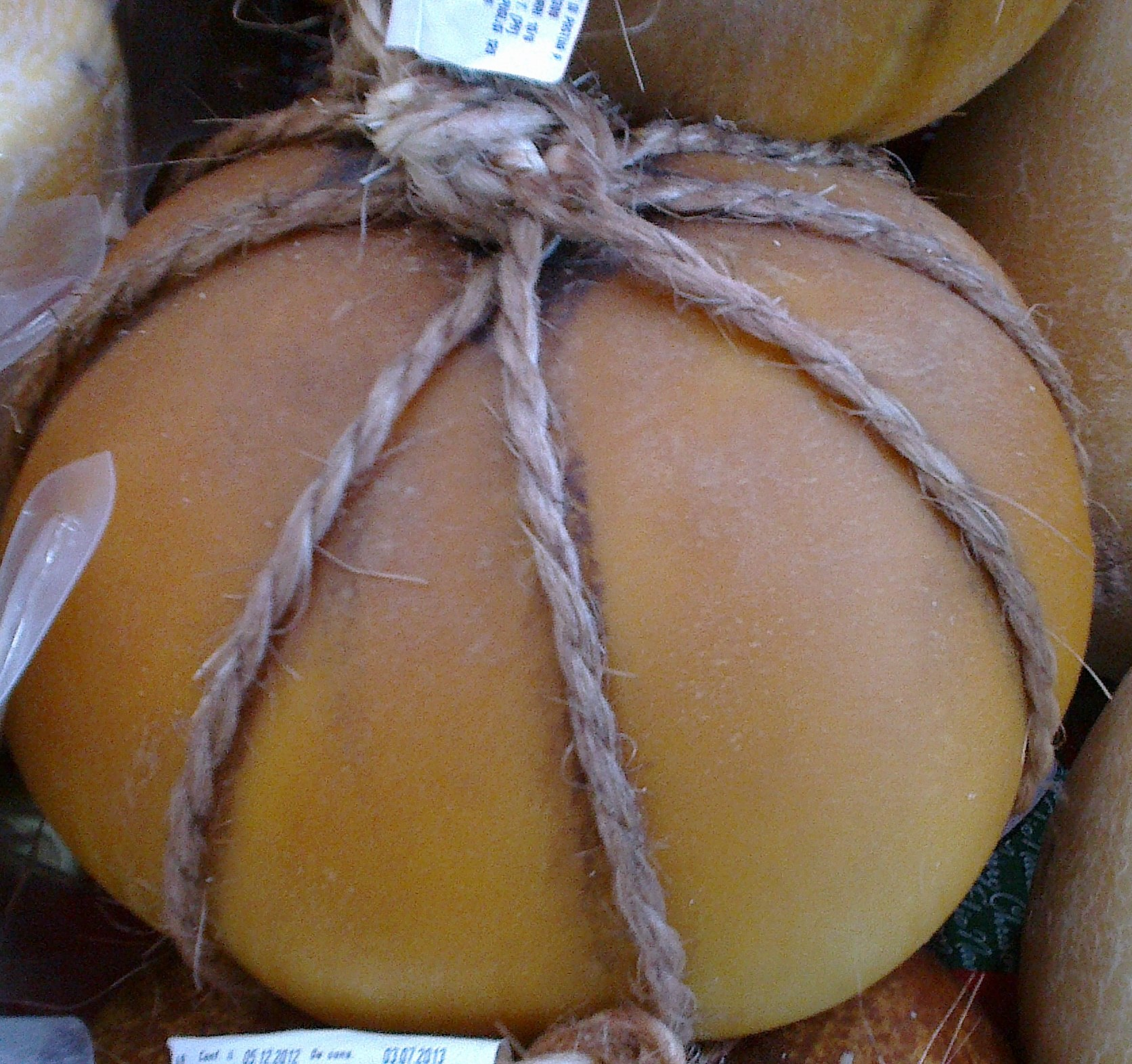
Una provola delle Madonie affumicata.

È un formaggio prodotto con latte di vacca intero, crudo a microflora naturale. Le vacche sono alimentate con pascolo naturale e coltivato, vi è integrazione di foraggi e concentrati in stalla.  Si usa caglio a pasta d'agnello.
Ha la tipica forma di un fiasco panciuto. La crosta è liscia e sottile di colore giallo paglierino. Esiste anche una versione leggermente affumicata. La pasta è compatta, tenera ed elastica; il suo sapore è dolce e delicato. Pesa da un minimo di circa un chilo fino ad un massimo di un chilo e duecento grammi.

## Produzione
La provola delle Madonie è prodotta ancora in modo artigianale. Si produce coagulando il latte con il caglio. La cagliata successivamente viene filata gettandovi sopra acqua calda. Prima della filatura la pasta è manipolata a lungo dal casaro con una tecnica simile a quella usata dai panettieri per impastare il pane. La salatura avviene in salamoia satura. La stagionatura è breve e varia fra i dieci e i quindici giorni, si tratta di un formaggio che viene consumato fresco. La stagionatura avviene in locali freschi e ventilati dove il formaggio tradizionalmente viene appeso a cavallo di una pertica per tutto il periodo della stagionatura. Questa pratica conferisce la tipica forma alla provola così come avviene anche per il caciocavallo.

## Zona di produzione
La zona di produzione, come il nome stesso suggerisce, è quella delle Madonie. La zona di produzione si estende in diciassette comuni della provincia di Palermo (di cui dodici rientrano anche nel parco delle Madonie), essi sono: Alimena, Blufi, Bompietro, Caltavuturo, Castelbuono, Castellana Sicula, Collesano, Gangi, Gratteri, Geraci Siculo, Isnello, Petralia Soprana, Petralia Sottana, Polizzi Generosa, Pollina, San Mauro Castelverde, Scillato.